# نيفولوماب
نيفولوماب هو جسم مضاد وحيد النسيلة بشري محفز للمناعة طورته شركة ميداركس [الإنجليزية] وطورته مع شركة أونو ثم سوقته شركة برستول مايرز سكويب التي استحوذت على الشركتين تحت اسم تجاري هو أوبديفو (بالإنجليزية: Opdivo)‏.

## الاستعمال
يستعمل في علاج عدة أنواع من السرطان مثل استعماله في الخط الأول مع علاج سرطان الخلايا الصبغية النقيلي مع إيبيليموماب في الحالات التي لا توجد فيها طفرة في مورثة براف [الإنجليزية]. كما يستعمل في الخط الثاني من العلاج إذا كانت الطفرة موجودة. كما يستعمل في سرطانة الرئة لاصغيرة الخلايا مع أو بعد أدوية الأورام البلاتينية، وكذلك في الخط الثاني من علاج سرطانة الخلية البولية وأورام أخرى.